# Abtsroda
Abtsroda ist ein Ortsteil der Großgemeinde Poppenhausen (Wasserkuppe) im osthessischen Landkreis Fulda.

## Geographie
Abtsroda ist ein kleiner Ort in der Rhön, der auf einer Höhe von ca. 650–700 m zwischen dem Weiherberg im Norden und der Wasserkuppe im Süden liegt. Der Ort hat rund 363 Einwohner und eine Fläche von 10,79 km². Im Westen liegen Sieblos, Tränkhof und Poppenhausen, im Osten Seiferts und Melperts. Nördlich liegen Dietges und Rupsroth und im Süden Obernhausen.

## Geschichte
Die Gehöftgruppe Tränkhof wurde 1165 erstmals als „Trangoldes“ erwähnt. Seit dem Spätmittelalter gehörte Abtsroda zum Hochstift Fulda. Im Türkensteuerregister der Fürstabtei Fulda aus dem Jahre 1605 ist der Ort als „Appesrodt“ mit 27 Familien erwähnt. Im Jahre 1787 gehörte Abtsroda zum Amt Weyhers des Hochstifts Fulda. Im Jahre 1812 war die Kirche in Sieblos eine Tochterkirche von Poppenhausen.
Der Ort kam mit seinen Ortsteilen Tränkhof und Sieblos im Zuge der Gebietsreform in Hessen mit anderen umliegenden Ortschaften am 1. August 1972 kraft Landesgesetz zur neu gegründeten Großgemeinde Poppenhausen.

## Religion

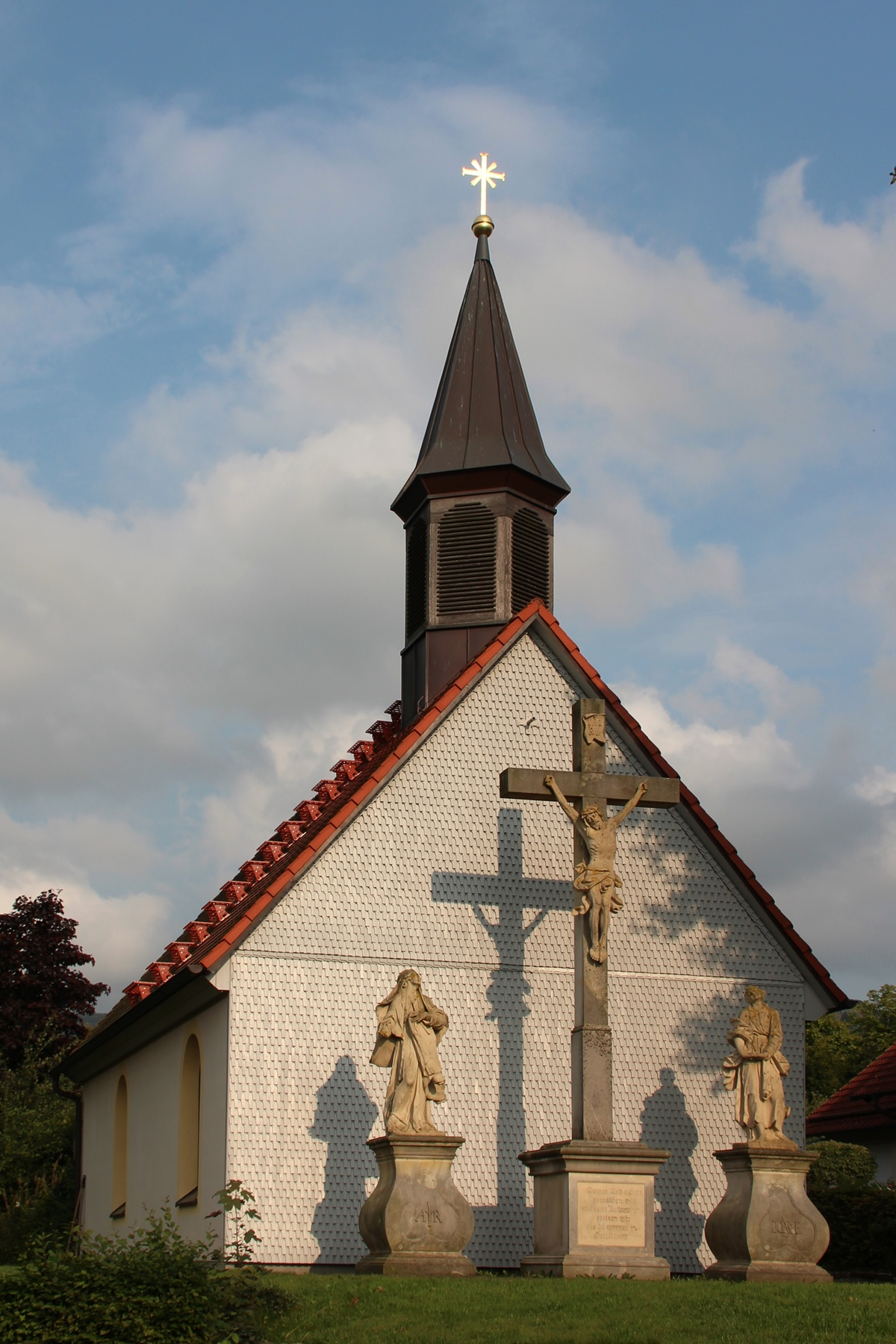
Die St. Josefskapelle in Tränkhof

Am Josefstag, dem 19. März 1999, konnte der Grundstein für eine Kapelle in Tränkhof gelegt werden. Am 16. Juli 2000 wurde die neue Kapelle vom Fuldaer Weihbischof Ludwig Schick eingeweiht.

## Kulturdenkmäler und Sehenswürdigkeiten
- Bildstock aus dem Jahre 1623 am Ortseingang von Sieblos mit Hauptmotiv einer Kreuzigungsszene; Stifter und Bildhauer Georg Weber.
- Im südlichen Gemeindeteil befindet sich ein aufgegebenes Bergwerk, in dessen Abraum Fossilien gefunden wurden, siehe Fossillagerstätte Sieblos.
- In Sieblos stehen noch denkmalgeschützte Gebäudereste eines ehemaligen Reichsarbeitsdienstlagers für die weibliche Jugend (RADwJ), die nach dem Zweiten Weltkrieg auch für Jugendfreizeiten genutzt wurden.

Hessenpark
- Im Freilichtmuseum Hessenpark in Neu-Anspach ist ein Nebenhaus aus Sieblos wiederaufgebaut. Es handelt sich um ein eingeschossiges dreizoniges Ernhaus, auch Altenteilerhaus genannt, aus der Mitte des 19. Jahrhunderts. Es stand bis 1987 auf dem Anwesen Grösch (Nr. 16) und ist seit 2010 in der Baugruppe Osthessen wieder zugänglich.

## Wirtschaft und Infrastruktur

### Verkehr
Durch Abtsroda führt die Landesstraße 3307, sie mündet unmittelbar am Ortsausgang in den Hochrhönring.

### ÖPNV
Abtsroda wird vier- bis sechsmal täglich durch die RMV-Buslinie 35 (Fulda–Künzell–Poppenhausen–Abtsroda–Wasserkuppe) bedient.

### Wirtschaftsstruktur
Im Ort existiert seit 1924 ein größerer Betrieb zur Herstellung von Holzpaletten. Bedingt durch den Wintersporttourismus ist im Winter der Abtsrodalift, ein Skilift zur Wasserkuppe, bei genügend Schnee in Betrieb. Daneben gibt es noch den Berggasthof Zum Hirsch.